# Grigorij Zołotuchin
Grigorij Siergiejewicz Zołotuchin (ros. Григо́рий Серге́евич Золоту́хин, ur. 8 listopada?/21 listopada 1911 we wsi Sriednije Opoczki w guberni kurskiej, zm. 20 września 1988 w Moskwie) – radziecki polityk, minister zapasów ZSRR (1973–1985), minister produktów zbożowych ZSRR (1985–1987), Bohater Pracy Socjalistycznej (1973).

## Życiorys
W latach 1928–1931 uczeń technikum rolniczego, później kierował punktem edukacyjnym, 1937–1938 p.o. dyrektora technikum rolniczego, później był starszym agronomem w stanicy maszynowo-traktorowej w obwodzie tambowskim. Od 1939 w WKP(b), w latach 1939–1940 sekretarz rejonowego komitetu Komsomołu, kierownik wydziału młodzieży chłopskiej Komitetu Obwodowego Komsomołu w Tambowie. W latach 1940–1942 pomocnik I sekretarza Komitetu Obwodowego WKP(b) w Tambowie, 1944–1946 sekretarz Komitetu Obwodowego WKP(b) w Tambowie, 1946–1949 słuchacz Wyższej Szkoły Partyjnej przy KC WKP(b). W latach 1949–1941 kierownik wydziału rolnego Komitetu Obwodowego WKP(b) w Tambowie i równocześnie ponownie sekretarz tego komitetu. Od kwietnia 1951 II sekretarz Komitetu Obwodowego WKP(b)/KPZR, a od października 1955 do lutego 1966 I sekretarz Komitetu Obwodowego KPZR (od stycznia 1963 do grudnia 1964: Wiejskiego Komitetu Obwodowego KPZR) w Tambowie. Od 12 stycznia 1966 do 4 maja 1973 I sekretarz Krasnodarskiego Krajowego Komitetu KPZR, od 8 kwietnia 1966 do śmierci członek KC KPZR. Od 13 kwietnia 1973 do 22 listopada 1985 minister zapasów ZSRR, od 22 listopada 1985 do 5 kwietnia 1987 minister produktów zbożowych ZSRR, następnie do śmierci doradca przy Radzie Ministrów ZSRR. Deputowany do Rady Związku Rady Najwyższej ZSRR od 5 do 11 kadencji. Pochowany na cmentarzu Nowodziewiczym.

## Odznaczenia
- Medal Sierp i Młot Bohatera Pracy Socjalistycznej (7 grudnia 1973)
- Order Lenina (pięciokrotnie)
- Order Rewolucji Październikowej (1986)
- Medal „Za pracowniczą dzielność” (25 grudnia 1959)

I inne medale.